# Hindsiclava appelii
Hindsiclava appelii is een slakkensoort uit de familie van de Pseudomelatomidae. De wetenschappelijke naam van de soort is voor het eerst geldig gepubliceerd in 1876 door Weinkauff & Kobelt.